# Yuya Uchida
Yuya Uchida (Japans: 内田 裕也, Uchida Yūya) (Nishinomiya, 17 november 1939 – Tokio, 17 maart 2019)  was een Japans zanger, rock muziekproducent, acteur en festivalorganisator. Uchida wordt bezien als belangrijke factor in het populariseren van rock-'n-roll muziek in Japan. Uchida was bekend vanwege zijn excentriciteit, hij besloot elke conversatie met de uitspraak: 'rock-'n-roll', en zijn diverse filmrollen in Japanse films. Internationaal heeft Uchida bekendheid vergaard vanwege zijn filmrollen in de films: Merry Christmas, Mr. Lawrence en Black Rain en vanwege de openingsact die hij heeft verzorgd voor het The Beatles-concert in 1966 te Tokio.

## Biografie
Uchida werd geboren op 17 november 1939 in Nishinomiya, in de Hyogo prefectuur te Japan. Als tiener werd hij gegrepen door rock-'n-roll en was een fan van Elvis Presley. In 1956 stopt hij met het voortgezet onderwijs maar gaat datzelfde jaar wel naar de avondschool om toch zijn opleiding af te maken.
In 1973 trouwde hij met de actrice Kirin Kiki maar in 1975 gingen zij echter alweer uit elkaar. Zij hebben nooit hun huwelijk formeel laten ontbinden en waren dus wettelijk nog steeds een echtpaar. In 1981 heeft Uchida het laatste Westelijk Carnaval (Japans: ウェスタン・カーニバル, Wesutan kānibaru) georganiseerd in het Nippon-Gekijo-theater, bijgenaamd: Nichigeki, te Tokio. In 1991 heeft Uchida zich verkiesbaar gesteld als gouverneur van Tokio maar werd niet verkozen. Uchida heeft hulp geboden in 1995 aan de aardbevingsslachtoffers te Kobe en in 2011 aan de slachtoffers van de tsunami als gevolg van de zeebeving in noordoost Japan. Op 15 september 2018 heeft Uchida zijn vrouw Kirin verloren, zij stierf aan kanker. Uchica is gestorven in Tokio op 17 maart 2019 aan de gevolgen van een longontsteking, hij laat zijn dochter Yayako achter. Yuya Uchida is 79 jaar oud geworden.

## Discografie
| Artiest / band                                                                      | Albumnaam                                      | Type Album                           | Platenmaatschappij        | Code                      | Jaar                      |
| Albums                                                                              | Albums                                         | Albums                               | Albums                    | Albums                    | Albums                    |
| • Yuya Uchida - Challenge                                                           | • Yuya Uchida - Challenge                      | • Yuya Uchida - Challenge            | • Yuya Uchida - Challenge | • Yuya Uchida - Challenge | • Yuya Uchida - Challenge |
| ----------------------------------------------------------------------------------- | ---------------------------------------------- | ------------------------------------ | ------------------------- | ------------------------- | ------------------------- |
| Yuya Uchida & The Flowers                                                           | Challenge!                                     | (lp, album)                          | Columbia                  | YS-10063-J                | 1969                      |
| Yuya Uchida & The Flowers                                                           | Challenge!                                     | (lp, album, promo)                   | Columbia                  | YS-10063-J                | 1969                      |
| Yuya Uchida & The Flowers                                                           | Challenge!                                     | (cd, album, RE)                      | Columbia                  | COCA-7252                 | 1991                      |
| Yuya Uchida & The Flowers                                                           | Challenge!                                     | (lp, album, RE, Unofficial)          | Synton Productions        | T 9908                    | 1991                      |
| Yuya Uchida & The Flowers                                                           | Challenge!                                     | (lp, album, RE)                      | P-Vine Records            | PLP-7622                  | 2002                      |
| Yuya Uchida & The Flowers                                                           | Challenge!                                     | (cd, album, RE, RM, Pap)             | Columbia                  | COCP-51050                | 2007                      |
| Yuya Uchida & The Flowers                                                           | Challenge!                                     | (cd, album, Ltd, RE, RM, Unofficial) | Phoenix Records (2)       | ASHCD 3044                | 2011                      |
| Yuya Uchida & The Flowers                                                           | Challenge!                                     | (lp, album, RE, Unofficial)          | Phoenix Records (2)       | ASHLP 3044                | 2011                      |
| Yuya Uchida & The Flowers                                                           | Challenge!                                     | (lp, album, RE, Gat)                 | Columbia                  | HMJA-108                  | 2015                      |
| Yuya Uchida & The Flowers                                                           | Challenge!                                     | (lp, album, RE)                      | Absinthe Records          | ARLP 526                  | Onbekend                  |
| • Yuya Uchida - Yuya Uchida Meets The Ventures - Hollywood                          |                                                |                                      |                           |                           |                           |
| Yuya Uchida                                                                         | Yuya Uchida Meets The Ventures - Hollywood     | (lp)                                 | Liberty                   | LLS-80302                 | 1975                      |
| • Yuya Uchida - A Dog Runs                                                          |                                                |                                      |                           |                           |                           |
| Yuya Uchida                                                                         | A Dog Runs                                     | (lp, album)                          | Atlantic                  | K-10009A                  | 1978                      |
| Yuya Uchida                                                                         | A Dog Runs                                     | (cd, album, RE)                      | Atlantic                  | 25L2-62                   | 1989                      |
| Singles & ep's                                                                      |                                                |                                      |                           |                           |                           |
| • Yuya Uchida and his The Flowers - ラスト・チャンス／フラワー・ボーイ, Last chance |                                                |                                      |                           |                           |                           |
| Yuya Uchida & The Flowers                                                           | ラスト・チャンス／フラワー・ボーイ Last chance | (7", Single)                         | Columbia                  | LL-10082-J                | 1969                      |
| • Yuya Uchida - アニー, A Cheek Time                                                |                                                |                                      |                           |                           |                           |
| Yuya Uchida                                                                         | アニー For A Cheek Time                        | (7", Promo)                          | Atlantic                  | K-1556                    | 1985                      |
| Compilaties                                                                         |                                                |                                      |                           |                           |                           |
| • Yuya Uchida - コミック雑誌なんかいらない, No More Comics                          |                                                |                                      |                           |                           |                           |
| Yuya Uchida                                                                         | コミック雑誌なんかいらない No More Comics      | (lp, Comp)                           | Atlantic                  | K-12519                   | 1985                      |